# Jerome Harris

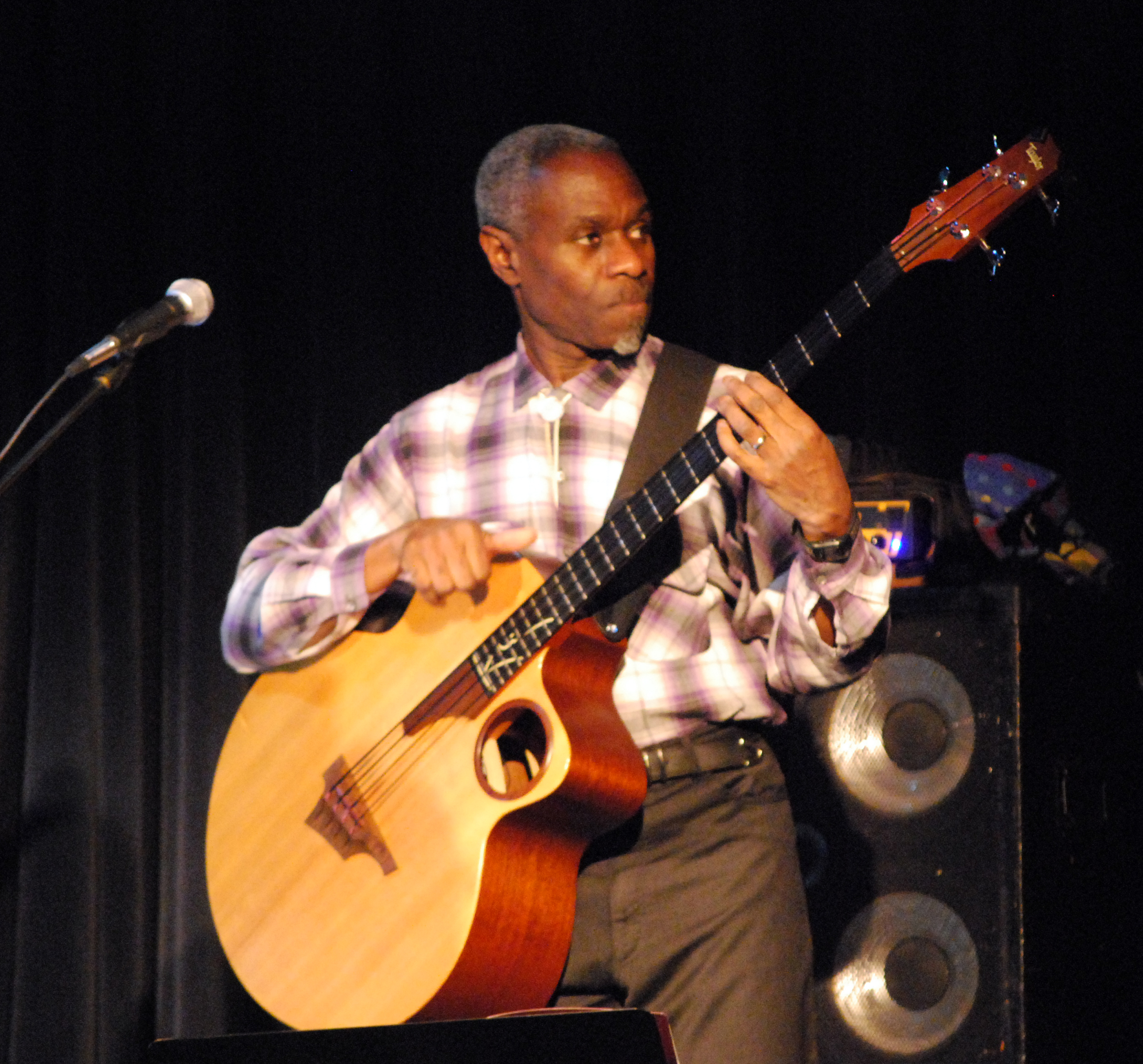
Jerome Harris 2009 bei einem Auftritt mit David Krakauers Klezmer Madness

Jerome Harris (* 5. April 1953 in Flushing, New York City) ist ein US-amerikanischer Jazzbassist und -gitarrist.

## Leben und Wirken
Harris spielte als Kind zunächst Akkordeon und später Violine in einem Schulorchester. Daneben lernte er autodidaktisch Gitarre und Bassgitarre. Während seines Psychologie- und Sozialwissenschaftsstudiums an der Harvard University, das er 1972 abschloss, spielte er in verschiedenen Jazzbands, u. a. mit dem Schlagzeuger Akira Tana. Im Anschluss studierte er bis 1977 Jazzgitarre am New England Conservatory of Music.
1978 wirkte er am Album Don’t Stop the Carnival von Sonny Rollins mit, mit dem er während der 1980er Jahre weiter zusammenarbeitete. Zwischen 1988 und 1992 nahm er als Gitarrist in dessen Band an fünf CD-Aufnahmen teil. Weiter trat er in den 1980er Jahren u. a. mit Oliver Lake, Bill Frisell, Bob Moses, Jack DeJohnette, Ray Anderson, Don Byron, Bobby Previte, Amina Claudine Myers, Bob Stewart, George Russell, Julius Hemphill und Marty Ehrlich auf. 1986 erschien sein erstes eigenes Album Algorithms.
Neben internationalen Tourneen mit Rollins (u. a. nach Japan) trat Harris mit dem Saxophonisten Sam Newsome und dem Gitarristen Marvin Sewell sowie mit Oliver Lakes Band Jump Up in Afrika, in Indien und Südostasien mit dem Flötisten Jamie Baum und dem Gitarristen Kenny Wessel und im Mittleren Osten mit dem Vibraphonisten Jay Hoggard auf. 
Am Konzert Joni’s Jazz zu Ehren von Joni Mitchell wirkte Harris als Arrangeur, Gitarrist und Assistent des Leiters Vernon Reid mit und trat u. a. mit Chaka Khan, Jane Siberry, Duncan Sheik und P. M. Dawn auf. Weiterhin wirkte er als Filmmusiker, trat im Broadway-Musical Kat and the Kings  auf und unterrichtet Geschichte und sozialen Kontext von Jazz und Blues am Hampshire College in Amherst. 2018 gehörte er Marty Ehrlichs Quartett Philosophy of a Groove (mit James Weidman und Ben Perowsky) an. Zu hören war er u. a. auf Adam Rudolphs Resonant Bodies (2021).

## Diskographische Hinweise
- Algorithms (mit Pheeroan akLaff, Marty Ehrlich, Mark Helias, Annette Lipson, Kenny Werner), 1986
- In Passing (mit Clifton Anderson, Marty Ehrlich, Jeff Hirshfield, Jay Hoggard), 1989
- Hidden in Plain View (mit E. J. Allen, Ray Anderson, Don Byron, Marty Ehrlich, Bobby Previte, Bill Ware), 1995
- Rendezvous (mit Art Baron, Billy Drummond, Marty Ehrlich, Steve Nelson), 1998